# Élections cantonales de 1992 en Loir-et-Cher
Les élections cantonales ont eu lieu les 22 et 29 mars 1992.
Lors de ces élections, 15 des 30 cantons de Loir-et-Cher ont été renouvelés. Elles ont vu la reconduction de la majorité RPR dirigée par Roger Goemaere, président du conseil général depuis 1988.

## Résultats à l’échelle du département
Répartition départementale des résultats (2e tour).
- PS (35,8 %)
- Majorité (13,32 %)
- RPR (23,32 %)
- UDF (17,78 %)
- DVD (9,78 %)

| Étiquette      | Étiquette                          | Premier tour | Premier tour | Second tour | Second tour | Sièges |
| Étiquette      | Étiquette                          | Voix         | %            | Voix        | %           | Sièges |
| -------------- | ---------------------------------- | ------------ | ------------ | ----------- | ----------- | ------ |
|                | Parti socialiste                   | 15 643       | 21,10        | 13 551      | 35,80       | 5      |
|                | Parti communiste français          | 5 358        | 7,23         |             |             |        |
|                | Majorité présidentielle            | 4 682        | 6,32         | 5 042       | 13,32       | 1      |
| Gauche         | Gauche                             | 25 683       | 34,65        | 18 593      | 49,12       | 6      |
|                |                                    |              |              |             |             |        |
|                | Rassemblement pour la République   | 15 974       | 21,55        | 8 830       | 23,32       | 3      |
|                | Union pour la démocratie française | 14 628       | 19,73        | 6 731       | 17,78       | 5      |
|                | Front national                     | 7 457        | 10,06        |             |             |        |
|                | Divers droite                      | 5 111        | 6,89         | 3 703       | 9,78        | 1      |
| Droite         | Droite                             | 43 170       | 58,23        | 19 264      | 50,88       | 9      |
|                |                                    |              |              |             |             |        |
|                | Les Verts                          | 4 395        | 5,93         |             |             |        |
|                | Génération écologie                | 880          | 1,19         |             |             |        |
| Écologistes    | Écologistes                        | 5 275        | 7,12         |             |             |        |
|                |                                    |              |              |             |             |        |
| Inscrits       | Inscrits                           | 109 219      | 100,00       | 61 456      | 100,00      |        |
| Abstention     | Abstention                         | 30 541       | 27,96        | 20 700      | 33,68       |        |
| Votants        | Votants                            | 78 678       | 72,04        | 40 756      | 66,32       |        |
| Blancs et nuls | Blancs et nuls                     | 4 550        | 5,78         | 2 899       | 7,11        |        |
| Exprimés       | Exprimés                           | 74 128       | 94,22        | 37 857      | 92,89       |        |

## Résultats par canton

### Canton de Blois-2
| Candidats      | Candidats             | Étiquette      | Premier tour | Premier tour | Second tour | Second tour |
| Candidats      | Candidats             | Étiquette      | Voix         | %            | Voix        | %           |
| -------------- | --------------------- | -------------- | ------------ | ------------ | ----------- | ----------- |
|                | Michel Eimer*         | PS             | 2 165        | 38,48        | 2 803       | 57,71       |
|                | Yves Crosnier         | RPR            | 1 479        | 26,29        | 2 054       | 42,29       |
|                | Hugues de Froberville | DVD            | 595          | 10,58        |             |             |
|                | Laurent Besnard       | FN             | 500          | 8,89         |             |             |
|                | Patrick Lepage        | Verts          | 477          | 8,48         |             |             |
|                | Christian Houel       | PCF            | 410          | 7,29         |             |             |
|                |                       |                |              |              |             |             |
| Inscrits       | Inscrits              | Inscrits       | 7 994        | 100,00       | 7 993       | 100,00      |
| Abstention     | Abstention            | Abstention     | 2 080        | 26,02        | 2 881       | 36,04       |
| Votants        | Votants               | Votants        | 5 914        | 73,98        | 5 112       | 63,96       |
| Blancs et nuls | Blancs et nuls        | Blancs et nuls | 288          | 4,87         | 255         | 4,99        |
| Exprimés       | Exprimés              | Exprimés       | 5 626        | 95,13        | 4 857       | 95,01       |

*sortant

### Canton de Blois-3
| Candidats      | Candidats           | Étiquette      | Premier tour | Premier tour | Second tour | Second tour |
| Candidats      | Candidats           | Étiquette      | Voix         | %            | Voix        | %           |
| -------------- | ------------------- | -------------- | ------------ | ------------ | ----------- | ----------- |
|                | Michel Fromet       | PS             | 1 785        | 29,86        | 2 568       | 53,31       |
|                | Jacques Chauvin     | RPR            | 1 229        | 20,56        | 2 249       | 46,69       |
|                | Anne-Marie Chalvet  | FN             | 701          | 11,73        |             |             |
|                | Marie-Hélène Millet | DVD            | 700          | 11,71        |             |             |
|                | François Lemaire    | DVD            | 345          | 5,77         |             |             |
|                | Sylvie Hemme        | PCF            | 320          | 5,35         |             |             |
|                | Claude Leymarios    | PS             | 298          | 4,99         |             |             |
|                | Eliane Bayet        | Verts          | 292          | 4,89         |             |             |
|                | Jean-Claude Moreau  | GE             | 273          | 4,57         |             |             |
|                | Eric Gourjault      | DVD            | 34           | 0,57         |             |             |
|                |                     |                |              |              |             |             |
| Inscrits       | Inscrits            | Inscrits       | 8 800        | 100,00       | 8 800       | 100,00      |
| Abstention     | Abstention          | Abstention     | 2 571        | 29,22        | 3 589       | 40,78       |
| Votants        | Votants             | Votants        | 6 229        | 70,78        | 5 211       | 59,22       |
| Blancs et nuls | Blancs et nuls      | Blancs et nuls | 252          | 4,05         | 394         | 7,56        |
| Exprimés       | Exprimés            | Exprimés       | 5 977        | 95,95        | 4 817       | 92,44       |

### Canton de Blois-4
| Candidats      | Candidats             | Étiquette      | Premier tour | Premier tour |
| Candidats      | Candidats             | Étiquette      | Voix         | %            |
| -------------- | --------------------- | -------------- | ------------ | ------------ |
|                | Jack Lang             | PS             | 1 736        | 51,84        |
|                | Danièle Alléaume*     | DVD            | 771          | 23,02        |
|                | Paul Pelletier        | FN             | 417          | 12,45        |
|                | Nicole Combredet      | Verts          | 245          | 7,32         |
|                | Jean-Benoit Delaporte | PCF            | 180          | 5,37         |
|                |                       |                |              |              |
| Inscrits       | Inscrits              | Inscrits       | 5 300        | 100,00       |
| Abstention     | Abstention            | Abstention     | 1 841        | 34,74        |
| Votants        | Votants               | Votants        | 3 459        | 65,26        |
| Blancs et nuls | Blancs et nuls        | Blancs et nuls | 110          | 3,18         |
| Exprimés       | Exprimés              | Exprimés       | 3 349        | 96,82        |

*sortant

### Canton de Bracieux
| Candidats      | Candidats         | Étiquette      | Premier tour | Premier tour | Second tour | Second tour |
| Candidats      | Candidats         | Étiquette      | Voix         | %            | Voix        | %           |
| -------------- | ----------------- | -------------- | ------------ | ------------ | ----------- | ----------- |
|                | Michel Lhommede*  | PS             | 3 207        | 43,56        | 4 033       | 61,81       |
|                | Gérard Lemaignen  | RPR            | 1 943        | 26,39        | 2 492       | 38,19       |
|                | Robert Binet      | FN             | 722          | 9,81         |             |             |
|                | Patrick Hardouin  | GE             | 607          | 8,25         |             |             |
|                | Françoise Bertet  | Verts          | 466          | 6,33         |             |             |
|                | Jean-Paul Imbourg | PCF            | 417          | 5,66         |             |             |
|                |                   |                |              |              |             |             |
| Inscrits       | Inscrits          | Inscrits       | 10 407       | 100,00       | 10 406      | 100,00      |
| Abstention     | Abstention        | Abstention     | 2 681        | 25,76        | 3 544       | 34,06       |
| Votants        | Votants           | Votants        | 7 726        | 74,24        | 6 862       | 65,94       |
| Blancs et nuls | Blancs et nuls    | Blancs et nuls | 364          | 4,71         | 337         | 4,91        |
| Exprimés       | Exprimés          | Exprimés       | 7 362        | 95,29        | 6 525       | 95,09       |

*sortant

### Canton de Marchenoir
| Candidats      | Candidats         | Étiquette      | Premier tour | Premier tour | Second tour | Second tour |
| Candidats      | Candidats         | Étiquette      | Voix         | %            | Voix        | %           |
| -------------- | ----------------- | -------------- | ------------ | ------------ | ----------- | ----------- |
|                | René Salvat       | RPR            | 1 664        | 49,46        | 2 035       | 66,85       |
|                | Bernard Damion    | PS             | 794          | 23,60        | 1 009       | 33,15       |
|                | Antoine Breton    | Verts          | 354          | 10,52        |             |             |
|                | Christian Thareau | FN             | 340          | 10,11        |             |             |
|                | Jean Labbat       | PCF            | 212          | 6,30         |             |             |
|                |                   |                |              |              |             |             |
| Inscrits       | Inscrits          | Inscrits       | 4 454        | 100,00       | 4 454       | 100,00      |
| Abstention     | Abstention        | Abstention     | 929          | 20,86        | 1 225       | 27,50       |
| Votants        | Votants           | Votants        | 3 525        | 79,14        | 3 229       | 72,50       |
| Blancs et nuls | Blancs et nuls    | Blancs et nuls | 161          | 4,57         | 185         | 5,73        |
| Exprimés       | Exprimés          | Exprimés       | 3 364        | 95,43        | 3 044       | 94,27       |

### Canton de Mondoubleau
| Candidats      | Candidats           | Étiquette      | Premier tour | Premier tour |
| Candidats      | Candidats           | Étiquette      | Voix         | %            |
| -------------- | ------------------- | -------------- | ------------ | ------------ |
|                | Pierre Fauchon*     | UDF            | 1 717        | 50,72        |
|                | Henri Cochelin      | PS             | 1 268        | 37,46        |
|                | Christian Champagne | FN             | 269          | 7,95         |
|                | Claude Breton       | PCF            | 131          | 3,87         |
|                |                     |                |              |              |
| Inscrits       | Inscrits            | Inscrits       | 4 894        | 100,00       |
| Abstention     | Abstention          | Abstention     | 1 297        | 26,50        |
| Votants        | Votants             | Votants        | 3 597        | 73,50        |
| Blancs et nuls | Blancs et nuls      | Blancs et nuls | 212          | 5,89         |
| Exprimés       | Exprimés            | Exprimés       | 3 385        | 94,11        |

*sortant

### Canton de Montoire-sur-le-Loir
| Candidats      | Candidats         | Étiquette      | Premier tour | Premier tour |
| Candidats      | Candidats         | Étiquette      | Voix         | %            |
| -------------- | ----------------- | -------------- | ------------ | ------------ |
|                | Simone Beaupetit* | UDF            | 2 854        | 57,94        |
|                | Michel Cureau     | PS             | 903          | 18,33        |
|                | Roger Moyer       | FN             | 491          | 9,97         |
|                | Dominique Lemay   | Verts          | 400          | 8,12         |
|                | Renée Gicquel     | PCF            | 278          | 5,64         |
|                |                   |                |              |              |
| Inscrits       | Inscrits          | Inscrits       | 7 233        | 100,00       |
| Abstention     | Abstention        | Abstention     | 1 976        | 27,32        |
| Votants        | Votants           | Votants        | 5 257        | 72,68        |
| Blancs et nuls | Blancs et nuls    | Blancs et nuls | 331          | 6,30         |
| Exprimés       | Exprimés          | Exprimés       | 4 926        | 93,70        |

*sortant

### Canton de Montrichard
| Candidats      | Candidats       | Étiquette      | Premier tour | Premier tour |
| Candidats      | Candidats       | Étiquette      | Voix         | %            |
| -------------- | --------------- | -------------- | ------------ | ------------ |
|                | Roger Goemaere* | RPR            | 4 090        | 52,69        |
|                | Michel Laigron  | FN             | 885          | 11,40        |
|                | Stéphane Lion   | PS             | 864          | 11,13        |
|                | Norbert Lecomte | PCF            | 779          | 10,03        |
|                | Didier Chereau  | Verts          | 762          | 9,82         |
|                | Claude Gautier  | PS             | 383          | 4,93         |
|                |                 |                |              |              |
| Inscrits       | Inscrits        | Inscrits       | 11 439       | 100,00       |
| Abstention     | Abstention      | Abstention     | 3 150        | 27,54        |
| Votants        | Votants         | Votants        | 8 289        | 72,46        |
| Blancs et nuls | Blancs et nuls  | Blancs et nuls | 526          | 6,35         |
| Exprimés       | Exprimés        | Exprimés       | 7 763        | 93,65        |

*sortant

### Canton de Neung-sur-Beuvron
| Candidats      | Candidats           | Étiquette      | Premier tour | Premier tour | Second tour | Second tour |
| Candidats      | Candidats           | Étiquette      | Voix         | %            | Voix        | %           |
| -------------- | ------------------- | -------------- | ------------ | ------------ | ----------- | ----------- |
|                | Pierre Foucher      | UDF            | 1 397        | 45,27        | 1 578       | 53,17       |
|                | Jean Viginier       | DVD            | 1 157        | 37,49        | 1 390       | 46,83       |
|                | Dany Bardin         | PCF            | 277          | 8,98         |             |             |
|                | Jean-Pierre Lorrain | FN             | 255          | 8,26         |             |             |
|                |                     |                |              |              |             |             |
| Inscrits       | Inscrits            | Inscrits       | 4 248        | 100,00       | 4 248       | 100,00      |
| Abstention     | Abstention          | Abstention     | 967          | 22,76        | 1 147       | 27,00       |
| Votants        | Votants             | Votants        | 3 281        | 77,24        | 3 101       | 73,00       |
| Blancs et nuls | Blancs et nuls      | Blancs et nuls | 195          | 5,94         | 133         | 4,29        |
| Exprimés       | Exprimés            | Exprimés       | 3 086        | 94,06        | 2 968       | 95,71       |

### Canton d'Ouzouer-le-Marché
| Candidats      | Candidats        | Étiquette      | Premier tour | Premier tour |
| Candidats      | Candidats        | Étiquette      | Voix         | %            |
| -------------- | ---------------- | -------------- | ------------ | ------------ |
|                | Gilbert Richard* | UDF            | 1 825        | 65,58        |
|                | Jean Philippe    | PCF            | 435          | 15,63        |
|                | Nicole Metais    | PS             | 278          | 9,99         |
|                | Gisele Laurenty  | FN             | 245          | 8,80         |
|                |                  |                |              |              |
| Inscrits       | Inscrits         | Inscrits       | 3 701        | 100,00       |
| Abstention     | Abstention       | Abstention     | 733          | 19,81        |
| Votants        | Votants          | Votants        | 2 968        | 80,19        |
| Blancs et nuls | Blancs et nuls   | Blancs et nuls | 185          | 6,23         |
| Exprimés       | Exprimés         | Exprimés       | 2 783        | 93,77        |

*sortant

### Canton de Romorantin-Lanthenay-Nord
| Candidats      | Candidats         | Étiquette      | Premier tour | Premier tour | Second tour | Second tour |
| Candidats      | Candidats         | Étiquette      | Voix         | %            | Voix        | %           |
| -------------- | ----------------- | -------------- | ------------ | ------------ | ----------- | ----------- |
|                | Jeanny Lorgeoux   | PS             | 2 111        | 38,54        | 2 781       | 52,50       |
|                | Olivier Bouton    | UDF            | 1 106        | 20,19        | 2 516       | 47,50       |
|                | Jean Hubert       | UDF            | 1 025        | 18,71        | Retrait     | Retrait     |
|                | Theresine Bourges | FN             | 536          | 9,78         |             |             |
|                | François Lemaire  | DVD            | 396          | 7,23         |             |             |
|                | Naive Rodier      | PCF            | 304          | 5,55         |             |             |
|                |                   |                |              |              |             |             |
| Inscrits       | Inscrits          | Inscrits       | 8 404        | 100,00       | 8 404       | 100,00      |
| Abstention     | Abstention        | Abstention     | 2 483        | 29,55        | 2 724       | 32,41       |
| Votants        | Votants           | Votants        | 5 921        | 70,45        | 5 680       | 67,59       |
| Blancs et nuls | Blancs et nuls    | Blancs et nuls | 443          | 7,48         | 383         | 6,74        |
| Exprimés       | Exprimés          | Exprimés       | 5 478        | 92,52        | 5 297       | 93,26       |

### Canton de Romorantin-Lanthenay-Sud
| Candidats      | Candidats                       | Étiquette      | Premier tour | Premier tour | Second tour | Second tour |
| Candidats      | Candidats                       | Étiquette      | Voix         | %            | Voix        | %           |
| -------------- | ------------------------------- | -------------- | ------------ | ------------ | ----------- | ----------- |
|                | Claude Gersy                    | PS             | 1 176        | 26,29        | 1 745       | 43,00       |
|                | Jean-Marie Bisson               | DVD            | 867          | 19,38        | 2 313       | 57,00       |
|                | Jean-Jacques Bozec              | RPR            | 740          | 16,54        | Retrait     | Retrait     |
|                | Pierre Torset                   | UDF            | 565          | 12,63        |             |             |
|                | Pierre Rousselot de Saint-Céran | FN             | 473          | 10,57        |             |             |
|                | Etienne Bourgeois               | Verts          | 358          | 8,00         |             |             |
|                | Jean-Claude Delanoue            | PCF            | 294          | 6,57         |             |             |
|                |                                 |                |              |              |             |             |
| Inscrits       | Inscrits                        | Inscrits       | 6 586        | 100,00       | 6 587       | 100,00      |
| Abstention     | Abstention                      | Abstention     | 1 882        | 28,58        | 1 788       | 27,14       |
| Votants        | Votants                         | Votants        | 4 704        | 71,42        | 4 799       | 72,86       |
| Blancs et nuls | Blancs et nuls                  | Blancs et nuls | 231          | 4,91         | 741         | 15,44       |
| Exprimés       | Exprimés                        | Exprimés       | 4 473        | 95,09        | 4 058       | 84,56       |

### Canton de Salbris
| Candidats      | Candidats               | Étiquette      | Premier tour | Premier tour |
| Candidats      | Candidats               | Étiquette      | Voix         | %            |
| -------------- | ----------------------- | -------------- | ------------ | ------------ |
|                | Roger Corrèze*          | RPR            | 4 829        | 74,90        |
|                | Gérard Machard          | PCF            | 695          | 10,78        |
|                | Francine Jeannin-Naltet | FN             | 677          | 10,50        |
|                | Laurence Saget          | DVD            | 246          | 3,82         |
|                |                         |                |              |              |
| Inscrits       | Inscrits                | Inscrits       | 10 766       | 100,00       |
| Abstention     | Abstention              | Abstention     | 3 778        | 35,09        |
| Votants        | Votants                 | Votants        | 6 988        | 64,91        |
| Blancs et nuls | Blancs et nuls          | Blancs et nuls | 541          | 7,74         |
| Exprimés       | Exprimés                | Exprimés       | 6 447        | 92,26        |

*sortant

### Canton de Savigny-sur-Braye
| Candidats      | Candidats            | Étiquette      | Premier tour | Premier tour |
| Candidats      | Candidats            | Étiquette      | Voix         | %            |
| -------------- | -------------------- | -------------- | ------------ | ------------ |
|                | Michel Dupiot*       | UDF            | 2 019        | 67,41        |
|                | Elie Monsellier      | PS             | 270          | 9,02         |
|                | Pierre Mazabraud     | Verts          | 251          | 8,38         |
|                | Christiane Pankowiak | FN             | 236          | 7,88         |
|                | Lucien Breton        | PCF            | 219          | 7,31         |
|                |                      |                |              |              |
| Inscrits       | Inscrits             | Inscrits       | 4 426        | 100,00       |
| Abstention     | Abstention           | Abstention     | 1 201        | 27,14        |
| Votants        | Votants              | Votants        | 3 225        | 72,86        |
| Blancs et nuls | Blancs et nuls       | Blancs et nuls | 230          | 7,13         |
| Exprimés       | Exprimés             | Exprimés       | 2 995        | 92,87        |

*sortant

### Canton de Vendôme-2
| Candidats      | Candidats             | Étiquette      | Premier tour | Premier tour | Second tour | Second tour |
| Candidats      | Candidats             | Étiquette      | Voix         | %            | Voix        | %           |
| -------------- | --------------------- | -------------- | ------------ | ------------ | ----------- | ----------- |
|                | Robert Girond*        | PS             | 3 087        | 43,39        | 3 654       | 58,08       |
|                | Jack Bellanger        | UDF            | 2 120        | 29,80        | 2 637       | 41,92       |
|                | Sylvain Pinault       | Verts          | 790          | 11,10        |             |             |
|                | Aymar de Boisgrollier | FN             | 710          | 9,98         |             |             |
|                | Michel Guyon          | PCF            | 407          | 5,72         |             |             |
|                |                       |                |              |              |             |             |
| Inscrits       | Inscrits              | Inscrits       | 10 567       | 100,00       | 10 564      | 100,00      |
| Abstention     | Abstention            | Abstention     | 2 972        | 28,13        | 3 802       | 35,99       |
| Votants        | Votants               | Votants        | 7 595        | 71,87        | 6 762       | 64,01       |
| Blancs et nuls | Blancs et nuls        | Blancs et nuls | 481          | 6,33         | 471         | 6,97        |
| Exprimés       | Exprimés              | Exprimés       | 7 114        | 93,67        | 6 291       | 93,03       |

*sortant